# 삼남초등학교
삼남초등학교(三南初等學校)는 대한민국 울산광역시 울주군에 있는 공립 초등학교이다.

## 연혁
- 2020년 9월 1일 : 삼남초등학교 개교